# Cukl a Rozsečské rašeliniště
Cukl a Rozsečské rašeliniště je přírodní památka u Rozseče nad Kunštátem v okrese Blansko. Důvodem ochrany jsou mokřadní louky, které tvoří refugium obojživelníků.